# Cuentas por pagar
Las cuentas por pagar (abreviada CP o CxP) representan el dinero que una empresa adeuda a sus proveedores y se muestra como una obligación en el balance general de la empresa. Se distingue de las obligaciones por notas por pagar, que son deudas creadas por documentos legales formales. La principal responsabilidad de un departamento de cuentas por pagar es procesar y revisar transacciones entre la empresa y sus proveedores y asegurarse de que todas las facturas pendientes de sus proveedores sean aprobadas, procesadas y pagadas. El proceso de cuentas por pagar comienza con la recolección de requisitos de suministro dentro de la organización y la búsqueda de cotizaciones de los proveedores para los artículos requeridos. Una vez que se negocia el trato, se preparan y envían las órdenes de compra. Los bienes entregados se inspeccionan a su llegada y la factura recibida se remite para su aprobación. El procesamiento de una factura incluye la grabación de datos importantes de la factura y su ingreso en el sistema financiero o de contabilidad de la empresa. Una vez logrado esto, las facturas deben pasar por el respectivo proceso empresarial de la compañía para ser pagadas.

## Resumen
Una cuenta por pagar se registra en el submayor de Cuentas por Pagar en el momento en que una factura se valida para el pago. Validado, o validado, significa que una factura ha sido aprobada para el pago y se ha registrado en el Libro mayor o submayor de CP como una obligación pendiente o abierta porque no se ha pagado. Las obligaciones a menudo se clasifican como Obligaciones comerciales, obligaciones por la compra de bienes físicos que se registran en el Inventario, y Obligaciones de gastos, obligaciones por la compra de bienes o servicios que se cargan. Ejemplos comunes de Obligaciones de gastos son publicidad, viajes, entretenimiento, suministros de oficina y servicios públicos. Cuentas por pagar es una forma de crédito que los proveedores ofrecen a sus clientes al permitirles pagar un producto o servicio después de que ya se ha recibido. Los proveedores ofrecen diversos términos de pago para una factura. Los términos de pago pueden incluir la oferta de un descuento en efectivo por pagar una factura dentro de un número definido de días. Por ejemplo, los términos 2%, Neto 30 significan que el pagador deducirá el 2% de la factura si el pago se realiza dentro de los 30 días. Si el pago se realiza el día 31, entonces se paga el monto total. Esto también se conoce como 2/10 Neto 30.
En los hogares, las cuentas por pagar suelen ser facturas de la empresa eléctrica, la compañía telefónica, el servicio de televisión por cable o satélite, la suscripción al periódico y otros servicios regulares similares. Los dueños de casa generalmente siguen y pagan mensualmente a mano usando cheques, tarjetas de crédito o banca por internet. En una empresa, por lo general, hay una gama mucho más amplia de servicios en el archivo de AP, y los contadores o tenedores de libros suelen usar software de contabilidad para rastrear el flujo de dinero en esta cuenta por pagar cuando reciben facturas y fuera de él cuando hacen pagos. Cada vez más, las grandes empresas están utilizando soluciones de automatización de cuentas por pagar especializadas (comúnmente llamadas ePayables) para automatizar los elementos de papel y manuales del procesamiento de las facturas de una organización.
Comúnmente, un proveedor enviará un producto, emitirá una factura y cobrará el pago más tarde. Este es un ciclo de conversión de efectivo, o un período de tiempo durante el cual el proveedor ya ha pagado por las materias primas pero no ha sido pagado a cambio por el cliente final.
Cuando la factura es recibida por el comprador, se compara con la hoja de embalaje y la orden de compra, y si todo está en orden, se paga la factura. Esto se conoce como la conciliación de tres vías. La conciliación de tres vías puede ralentizar el proceso de pago, por lo que el método puede modificarse. Por ejemplo, la conciliación de tres vías puede limitarse únicamente a facturas de alto valor, o la conciliación se aprueba automáticamente si la cantidad recibida está dentro de un cierto porcentaje de la cantidad autorizada en la orden de compra. El software de automatización del procesamiento de facturas maneja el proceso de conciliación de manera diferente dependiendo de las reglas comerciales establecidas durante la creación del proceso de flujo de trabajo. El caso más sencillo es la conciliación de dos vías entre la propia factura y la orden de compra.
Las estimaciones de 2009 sugerían que más de mil millones de facturas de empresa a empresa se procesaban cada semana, y el 97% de estas todavía se procesaban manualmente. El costo promedio para procesar y pagar una factura de proveedor estaba entre $5 y $15, con el 10% procesado demasiado tarde para ser pagado dentro de los términos de descuento, y casi el 2% contenía errores.

## Controles internos
Suele haber una variedad de controles contra el abuso para prevenir el malversación por parte del personal de cuentas por pagar. La separación de deberes es un control común. En los países donde los pagos con cheques son comunes, casi todas las empresas tienen un empleado junior que procesa e imprime un cheque y un empleado senior que revisa y firma el cheque. A menudo, el software contable limitará a cada empleado a realizar solo las funciones asignadas a ellos, por lo que no hay forma de que un solo empleado, incluso el controlador, pueda hacer un pago por sí solo.
Algunas empresas también separan las funciones de agregar nuevos proveedores al archivo maestro de proveedores y la entrada de vales. Esto hace que sea imposible que un empleado se agregue a sí mismo como proveedor y luego escriba un cheque a sí mismo sin coludir con otro empleado. El archivo maestro de proveedores es el repositorio de toda la información significativa sobre los proveedores de la empresa. Es el punto de referencia para las cuentas por pagar cuando se trata de pagar facturas.
Además, la mayoría de las empresas requieren una segunda firma en los cheques cuyo monto exceda un umbral especificado.
El personal de cuentas por pagar debe estar atento a las facturas fraudulentas. En ausencia de un sistema de orden de compra, la primera línea de defensa es el gerente que aprueba. Sin embargo, el personal de AP debe familiarizarse con algunos problemas comunes, como las estafas de las "Páginas Amarillas" en las que los operadores fraudulentos ofrecen colocar un anuncio. El logo de los dedos caminantes nunca ha sido registrado, y existen muchos directorios de estilo Páginas Amarillas, la mayoría de los cuales tienen una pequeña circulación.